# George Hamilton Seymour
George Hamilton Seymour (Harrow, 21 septembre 1797–Londres, 2 février 1880), est un diplomate britannique.

## Biographie
Fils de George Seymour et de sa femme Isabella, il épouse en 1831 Gertrude, dont il a sept enfants.
Il entre dans la Marine mais la quitte rapidement pour suivre des études à Eton puis au Merton College à Oxford, où il obtient son baccalauréat en 1818 et son MA en 1823.
Attaché à la légation à La Haye dès mars 1817, il devient en décembre 1819, à Londres, rédacteur en chef du bureau des affaires étrangères de Lord Castlereagh et devient le 29 janvier 1822 son secrétaire privé. En octobre 1822, il est attaché à la mission spéciale du duc de Wellington à Vérone et le 18 août 1823, devint secrétaire à la légation de Francfort avant d'être transféré au même poste le 6 septembre 1826 à Stuttgart, le 28 décembre 1827 à Berlin puis le 30 juillet 1829 à Constantinople.
Le 13 novembre 1830, est nommé ministre résident à Florence, et le 13 novembre 1836 envoyé-extraordinaire et ministre-plénipotentiaire à la cour de Belgique, où il participe aux négociations par lesquelles l'indépendance de la Belgique est enfin assurée. Le 10 décembre 1846, il part pour Lisbonne où il représente le gouvernement britannique pendant la plus grande partie de la période d'insurrection durant laquelle les britanniques soutiennent la couronne portugaise.
Le 28 avril 1851, il est nommé à Saint-Pétersbourg, où sa diplomatie est mise à l'épreuve dans les relations tendues entre la Russie et les puissances occidentales sur la question orientale. Il entretient ainsi de fréquentes relations avec le tsar, et son attitude reçoit alors l'approbation du gouvernement. En février 1854, lors du déclenchement de la guerre de Crimée, il est rappelé.
Conseiller privé (23 novembre 1855), il devient envoyé extraordinaire en Autriche et participe à Vienne à des conférences sur la question orientale. Il prend saretraite en avril 1858, est nommé GCH le 16 mars 1836 et GCB le 28 janvier 1847.
Il meurt le 2 février 1880 dans sa résidence au 10 Grosvenor Crescent à Londres et est inhumé à Kensal Green.